# Râul Comisoaia
Râul Comisoaia este un curs de apă, afluent al râului Sinești. 